# Na stromě
Na stromě (orig. Sur un arbre perché) je francouzská filmová situační komedie Serge Korbera v hlavní roli s Louisem de Funèsem z roku 1971.

## Děj
Podnikatel a stavitel dálnic Henri Roubier cestuje autem jižní Francií, aby uzavřel další obchod. Během dopravní zácpy se k němu díky výhrůžkám do auta nacpe stopař (Roubier ho předtím u silnice málem srazil) a navíc s sebou přivede ještě madam Müllerovou, která nemůže pokračovat v jízdě ve svém původním autě. Když se vydají na cestu, posádka auta se hádá a Roubier nezvládne rychlou jízdu a auto spadne z pobřežního útesu. Naštěstí spadne do koruny pinie, jež ze skály vyrůstá. Všichni tři tam ale zůstávají uvězněni. Roubier doufá, že je brzy někdo objeví - je totiž veřejně známým podnikatelem. Potíž je ale v tom, že nikdo o jeho cestě nevěděl. V televizi se mezitím začínají šířit spekulace o Roubierově zmizení.
Trojice se pokouší dostat z auta několika způsoby. Ze svého šatstva vytvoří provaz, po němž by se mohli dostat z útesu dolů k moři, ale ten se začne trhat, když po něm začne Roubier sestupovat. Výsledkem je tedy pouze to, že zůstávají v autě polonazí. K osvobození jim pomůže vzkaz v láhvi na padáku, která přistane v restauraci v nedalekém městě a nakonec se dostane až k policii. Ta se k útesu vydá a zahajuje záchranné práce.
Když se vše rozkřikne, na místo přijedou také média a zvědavci. Záchranáři vytvoří několik plánů, jak skupinu zachránit. Ale o všech tvrdí, že je zabije. Auto nakonec odnese vrtulník, který pošlou Roubierovi obchodní konkurenti. Skupinu ale neodvezou do bezpečí, ale na opuštěný ostrov.

## Obsazení
| Louis de Funès       | Henri Roubier       |
| Geraldine Chaplinová | paní Müllerová      |
| Olivier de Funès     | stopař              |
| Alice Sapritchová    | Lucienne Roubierová |
| Paul Préboist        | reportér            |
| Roland Armontel      | otec Jean-Marie     |
| Franco Volpi         | Mazzini             |
| Hans Meyer           | plukovník Müller    |